# Francesco Fabbri
Francesco Fabbri (Solighetto, 15 agosto 1921 – Roma, 20 gennaio 1977) è stato un politico italiano.
Iscritto e dirigente della Democrazia Cristiana, è stato consigliere comunale, assessore sia nel comune di nascita che nel Consiglio della Provincia di Treviso. Fu deputato per la DC nella IV Legislatura, vice presidente del gruppo parlamentare DC nella V e nella VI Legislatura e senatore nella VII Legislatura.
Sottosegretario al Ministero del Tesoro con i governi: Rumor IV, Rumor V, Moro IV, Moro V e Andreotti II
Fondatore e primo presidente del Consorzio Bim Piave di Pieve di Soligo (TV).

## Biografia
Francesco Fabbri nacque a Solighetto, frazione di Pieve di Soligo nel Quartier del Piave, una zona della provincia di Treviso che era stata devastata dalle truppe austro-ungariche durante la prima guerra mondiale.
Il padre Enrico Fabbri, emiliano, si era trasferito nel Veneto per motivi di lavoro. Dal suo matrimonio con Anna Luigia Toffoli, di Farra di Soligo, nacquero tre figli: Francesco (il maggiore), Maria e Teresa Fabbri.
Francesco studiò al Collegio Balbi Valier. Profondamente religioso, si iscrisse giovanissimo all'Azione Cattolica e a quindici anni era dirigente parrocchiale, carica che conservò fino alla seconda guerra mondiale quando, terminati gli studi, fu chiamato alle armi.
Dopo il Corso Allievi Ufficiali a Lucca, venne nominato sottotenente di artiglieria da montagna. L'8 settembre 1943 si trovava in Grecia, nei pressi di Salonicco. Lì venne catturato dai tedeschi e mandato come prigioniero di guerra prima in Polonia e poi in Germania. Vi rimase per circa due anni e con il suo comportamento sempre fiero e dignitoso, fu di esempio e di stimolo per tutti coloro che seppero resistere alla propaganda fascista.
Risale a quel periodo il primo interesse per la politica e la democrazia. Prese parte infatti alla costituzione nei lager di nuclei di resistenza.
Ritornato dalla prigionia nell'estate del 1945, per alcuni anni dovette curarsi dalle infermità contratte durante l'internamento, a causa delle quali gli venne riconosciuta la pensione a vita come invalido di guerra. Nel primo dopoguerra riprese gli studi interrotti e si laureò in scienze agrarie presso l'università di Bologna. Contemporaneamente si dedicò all'insegnamento e dopo pochi anni vinse il concorso per direttore didattico.
La sua vita politica iniziò ufficialmente nel '45 con l'iscrizione alla Democrazia Cristiana. Nel 1946 era consigliere comunale di Pieve di Soligo, nel 1948 assessore, nel 1953 sindaco dello stesso comune, carica che detenne fino al 1960. Fu inoltre membro della giunta provinciale amministrativa di Treviso dal 1956 al 1960. Eletto dal consiglio provinciale, divenne vice presidente dell'amministrazione provinciale di Treviso dal 1960 al 1964, con l'incarico di assessore ai lavori pubblici. In quegli anni, Francesco Fabbri fu uno dei più attivi promotori delle principali iniziative economico-sociali della provincia di Treviso. Nell'arco di oltre vent'anni lo troviamo al vertice di diverse organizzazioni:
- Presidente Provinciale della Federazione Cooperative e Mutue di Treviso
- Presidente del consorzio fra le cantine sociali della Marca Trevigiana
- Presidente della cantina sociale Colli del Soligo
- Fondatore e Presidente del consorzio del Bacino imbrifero Montano del Piave.

Alla politica di livello nazionale si affacciò per la prima volta nel 1958 quando si presentò come candidato alla Camera dei deputati. Non venne eletto per pochi voti di preferenza che ottenne, in larga misura, nel 1963 e nelle successive riconferme nel 1968 e nel 1972.
Come deputato si fece promotore di numerose proposte di legge e nel 1966 ebbe l'incarico di presidente del comitato per il controllo, della commissione di bilancio della Camera dei Deputati. Nel 1968 venne eletto membro del direttivo del gruppo democristiano e nel 1969 vice presidente dello stesso gruppo.
Sempre nel 1968 fu nominato vicepresidente della commissione bilancio, presidente del comitato pareri e presidente del comitato d'indagine sulla spesa pubblica. Durante questo periodo acquisì una notevole esperienza in materia economico-finanziaria che gli fu utile quando divenne Sottosegretario al Tesoro. Tale incarico gli fu conferito nel luglio 1972 con il secondo governo Andreotti. Venne confermato sottosegretario al tesoro con il IV e V governo Rumor e con il IV e V governo Moro, senza discontinuità fino al luglio 1976.
Durante la lunga permanenza al Ministero del Tesoro ebbe dai ministri pro tempore Giovanni Malagodi, Ugo la Malfa ed Emilio Colombo, le deleghe per le pensioni di guerra, la Cassa depositi e prestiti, gli istituti di previdenza, il controllo dell'attività bancaria, il provveditorato dello stato, il contenzioso valutario, l'Ispettorato di Bilancio e l'Ispettorato di Finanza.
Nel luglio del 1976, con il terzo governo Andreotti, venne nominato Ministro per la Marina Mercantile. Mentre ricopriva tale carica morì il 20 gennaio del 1977.